# Jack Atlas
(Jack Atlas)
Jack Atlas (ジャック・アトラス?, Jakku Atorasu) è, dopo il protagonista Yusei Fudo, il personaggio principale dell'anime e manga Yu-Gi-Oh! 5D's. Compare anche nella seconda serie di Yu-Gi-Oh! Arc-V, dove ha un ruolo importante.

## Il personaggio
Nella prima stagione della serie animata, Jack è l'antagonista di Yusei. Orgoglioso, testardo, spaccone, arrogante e sicuro di sé, giovane dotato di importante influenza, è un duellante molto abile che gioca basandosi sulla forza, nonché il campione in carica dei duelli, che combatte a bordo della sua Duel Runner bianca. Il Re viene spodestato da Yusei, ma nel finale della storia riconquista il titolo (Yusei non partecipa ai campionati). Jack è uno dei cinque Predestinati che salveranno il mondo dal ritorno delle tenebre, infatti sul suo braccio destro è impresso un simbolo: le ali del Drago Cremisi. Deve quindi collaborare con Yusei, anch'egli un Predestinato, e gli si ricongiunge dopo la redenzione. Nella seconda serie, si scopre che Jack è il discendente del Predestinato Leggendario che, usando il potere del Drago Cremisi, sconfisse il più temibile Immortale Terrestre, ovvero Nova Rossa. Raggiunge un nuovo stato mentale, lo Spirito Fiammeggiante, che usa in duello.
Mina, Carly e Stephanie (che compare in seguito, nella terza stagione) sono innamorate di Jack, e litigano tra loro per il ragazzo; in particolar modo le prime due, che conoscono bene il giovane da più tempo, provano per lo stesso sentimenti profondi. Tuttavia, Atlas, come ben sanno Mina e Carly, non è interessato a nessuna delle tre, è uno spirito indomito. In realtà, nella versione originale giapponese, Jack stesso ammette nella prima stagione, duellando contro Carly mentre questa è una predestinata oscura, di amarla e, pur di non lasciarla perire da sola, era disposto a sacrificarsi con lei pareggiando il duello che poteva ormai facilmente vincere, sebbene ciò gli venga impedito dalla stessa Carly.

## Creazione e sviluppo
Il character design di Jack è di  Shuji Maruyama. In un'intervista, Masashi Satō, artista del manga, ha identificato in Atlas il suo personaggio preferito della serie.
Nel doppiaggio originale, il nome del personaggio viene pronunciato "Jack Atlus" o "Jack Atlas", stessa lettura, l'ultima, di Kazuki Takahashi. La versione anime tradotta e distribuita dalla 4Kids ha mantenuto la seconda pronuncia per nominare il soggetto.

## Storia

### Yu-Gi-Oh! 5D's

#### Prima serie
Jack Atlas, campione in carica dei Duelli Turbo, si esibisce dinnanzi a numerosissimi fan nell'Arena Kaiba, dove disputa le sfide a bordo della sua Duel Runner. Intanto, Yusei Fudo, che vive nel povero quartiere denominato Satellite, progetta di fuggire a Nuova Domino, la ricca città il cui accesso è inviolabile per la gente come lui e dove il ragazzo potrà trovare Jack e vendicarsene: Atlas è scappato dal quartiere povero rubando la Duel Ranner di Yusei e la carta del Drago Polvere di Stelle, che rappresentava l'unica speranza di fuga per il giovane Fudo e gli altri amici. Riuscito ad accedere a Nuova Città di Domino, Yusei rivede Jack, che, non essendogli più utile, vuole restituire la carta; ma Yusei desidera meritarla vincendo un duello contro l'ex amico. Sicuro come sempre, Jack accetta la sfida, e conduce il protagonista nell'Arena Kaiba, dove i due combattono a bordo delle loro Duel Runners. Atlas è certo della vittoria, ma qualcosa non va: il simbolo impresso sul suo braccio comincia a bruciare, mentre un sigillo simile inizia a comparire sul corpo del rivale. I ragazzi continuano a duellare, finché appare la figura misteriosa di una creatura, il Drago Cremisi, risvegliata dalla forza sprigionata dai draghi evocati dai contendenti, l'Arcidemone Drago Rosso di Jack e Drago Polvere di Stelle, che Yusei è riuscito a far passare dalla sua parte durante la sfida. Yusei crede sia meglio interrompere lo scontro, ma il Re dei Duelli, ignaro di cosa stia succedendo, pensa che l'avversario gli stia giocando un brutto scherzo, e lo minaccia, promettendogli di impartirgli una lezione. Il combattimento dunque prosegue, ma la forza di quella creatura lo interrompe bruscamente, senza che possa esserci un vincitore.
Yusei chiede a Jack spiegazioni sull'emblema che brucia, ma quello rimane in silenzio. Senza che Atlas faccia niente per aiutarlo, il protagonista viene arrestato per aver infranto le regole, essendo entrato a Nuova Domino.
Il mattino seguente, Jack raggiunge il direttore di Nuova Domino, nonché responsabile dell'immagine del campione, Rex Goodwin, per chiedergli informazioni sul simbolo che ha impresso sul braccio, ma viene subito distratto dal video che l'uomo era intento a visionare: si tratta di una registrazione del duello fra il Re e Yusei. Atlas si accorge che avrebbe perso se l'avversario avesse avuto la possibilità di attuare la sua prossima mossa; è furioso, vuole incontrare il rivale per sfidarlo e dimostrare a se stesso di essere il migliore, pur se dovrà cercare Yusei nella Struttura, il carcere dove il protagonista è tenuto prigioniero e si impegna in alcuni duelli, ricordando le parole offensive, che tuttavia costituivano un valido insegnamento, del vecchio amico, il quale, sconfiggendolo, gli fece notare che la sconfitta subita era dovuta alla mancanza, nel deck di Fudo, di equilibrio, e che la sfida avrebbe potuto avere un esito differente se Yusei avesse creduto nelle sue carte. Goodwin cerca di tranquillizzarlo, dicendogli che nessuno saprà mai del duello, ma Jack è deciso a trovare Yusei. Il direttore allora gli spiega che, invece, dovrà unire le sue forze a quelle di Fudo. Gli racconta del Popolo delle Stelle, che venerava il Drago Cremisi. Creatasi dall'unione di cinque draghi, tra cui Arcidemone Drago Rosso e Drago Polvere di Stelle, la bestia ha sconfitto le ombre, combattendo contro i demoni. Poi si è scomposta in cinque parti, racchiuse in simboli che ora segnano il braccio di altrettanti ragazzi. Questi sono i Predestinati, scelti dal Drago Cremisi per salvare il mondo dal ritorno delle tenebre. Jack e Yusei sono due di loro, ergo dovranno combattere insieme.
Goodwin organizza la Fortune Cup, un torneo a cui, ufficialmente, partecipano duellanti scelti a caso dalla Kaiba Corporation, ma tramite il quale, in realtà, il direttore di Nuova Domino vuole riunire i Predestinati, tra cui, sicuramente, Jack; grazie all'evento, Goodwin ha intenzione di confermare i sospetti circa l'identità di altri tre prescelti. Jack vuole assicurarsi che Yusei, tirato fuori dalla Struttura proprio da Goodwin, prenda parte al torneo, e lo raggiunge per restituirgli la carta del Drago Polvere di Stelle, che riprenderà in caso di vittoria.
La Fortune Cup ha inizio. Il Re dei Duelli assiste agli scontri da una torre, insieme a Goodwin e Lazar, responsabile della sicurezza, nonché complice del direttore; il vincitore finale duellerà con lui. Jack informa Greiger, l'avversario contro cui Yusei dovrà disputare la prima semifinale del torneo, che vuole avere personalmente il piacere di battere Fudo, ma l'interlocutore è deciso a vincere il combattimento. Al termine dello scontro, Greiger, sconfitto, rivela pubblicamente, sorprendendo anche Jack, che il suo villaggio venne distrutto da Goodwin, usato dal direttore di Nuova Domino per un esperimento: Rex tentò senza successo di risvegliare il Drago Cremisi, devastando così il villaggio; per vendicarsi, Greiger vuole distruggere la torre che ospita Jack, il direttore e Lazar, e vi si lancia contro a bordo della sua Duel Runner, ma Yusei gli impedisce di portare a compimento la feroce intenzione. Tuttavia, uno spuntone si stacca dal veicolo dell'uomo e rompe il vetro della torre, continuando a roteare; Goodwin lo ferma, meravigliando Jack, ed il suo guanto si strappa, mostrando una mano metallica. Il direttore di Nuova Domino manipola il pubblico, facendo credere che Greiger avesse solo avuto un crollo emotivo dovuto alla battaglia appena disputata, e spiega a Jack che le condizioni del suo arto derivano da un incidente successo tempo fa.
Il vincitore della semifinale raggiunge la torre per parlare con Rex, ed incontra Atlas. Quest'ultimo si è accorto che Goodwin lo ha ingannato, di essere divenuto il Re dei Duelli grazie agli incontri truccati dal direttore, il quale lo ha usato per arrivare a Yusei, sospettato di avere uno dei simboli del Drago Cremisi. Tutto iniziò nel Satellite, di cui Jack è originario. Dopo aver litigato con Yusei, Atlas abbandonò il gruppo di amici per diventare un "lupo solitario", e, proteggendo la proprietà, in un'occasione allontanò alcuni individui che inseguivano Rally. Questo ringraziò il giovane indifferente e gli chiese di tornare a far parte del gruppo, sostenendo che, nonostante la discussione svoltasi, l'amicizia esistente tra Atlas e Yusei fosse grande. Rimasto solo nella sua tetra e logora dimora, Jack ricevette in seguito la visita di Lazar, il quale si presentò come il braccio destro del direttore di Nuova Domino, Goodwin, con cui osservava ormai da molto tempo Atlas, avendone notato il talento nei duelli. L'uomo gli fece una proposta: lasciare lo squallore del Satellite per vivere nella ricca città, dove il giovane avrebbe dimostrato le sue capacità, ottenuto fama, lusso, agi; le vere origini di Jack sarebbero rimaste sconosciute (oltre a Goodwin e Lazar, solo la manager di Jack, Mina, ne è consapevole). Durante la notte, Atlas doveva attraversare il condotto dell'immondizia, oltre il quale si sarebbero fatti trovare Lazar e Goodwin, e portare con sé una carta appartenente all'altro ragazzo che aveva le qualità per divenire il migliore, Yusei, ossia quella del Drago Polvere di Stelle, rappresentante l'unica speranza per i vecchi compagni di fuggire dal Satellite. Jack si lasciò corrompere, e, approfittando della gratitudine di Rally, attirò lo stesso in una trappola, per poi contattare Yusei e avvertirlo del rapimento dell'amico. Yusei si precipitò sul posto indicatogli da Atlas, il quale, raggiunto da Fudo, gli offrì di scegliere se tuffarsi nelle acque agitate per salvare Rally, legato dal corrotto e piazzato su una barca al largo, oppure se dimostrare il suo valore duellando con lui. Per Yusei la scelta era ovvia, e, mentre egli nuotava, Jack gli sottrasse la Duel Runner e la carta del Drago Polvere di Stelle. Così, Atlas abbandonò il Satellite per inseguire la gloria. Yusei non si sarebbe comportato come lui, perciò Goodwin contattò, tra i due ex amici, proprio Jack.
Ha inizio il combattimento tra Jack e Yusei. Il primo pensa che il rivale abbia sempre messo in secondo posto i duelli, come quello dimostrò scegliendo di salvare Rally, mentre lui si è sacrificato ogni volta per essi; è convinto che sia ingiusto che ora il vecchio amico voglia privarlo del suo titolo di campione, ed è deciso a vincere. Nel corso del Duello Turbo, lo scontro tra Arcidemone Drago Rosso e Drago Polvere di Stelle risveglia il Drago Cremisi. Goodwin, che, ad insaputa di tutti, è il quinto ed ultimo Predestinato, usa i suoi poteri per mostrare una visione ai prescelti, riuniti nell'arena, di conseguenza i duellanti continuano a combattere in un'altra dimensione. In questa, gli sfidanti vedono il Popolo delle Stelle, di cui riconoscono, notando i simboli del Drago Cremisi, i Predestinati; assistono alla futura devastazione del Satellite, e osservano, sul suolo, l'emblema di un ragno. Inoltre, i danni riportati da Jack e Yusei, aggrediti dalle creature vive dell'avversario, sono fisici. In seguito all'ultimo attacco contro Atlas, i due contendenti tornano nell'arena; la Duel Runner dello sconfitto perde l'equilibrio, e il Re deve rinunciare al suo titolo.
Jack viene portato in ospedale, dove incontra Carly, la quale, calatasi nei panni di un'infermiera, nasconde di essere una giornalista in cerca del suo scoop, interessata a rivolgere al giovane alcune domande concernenti le sue vere origini. Intanto, l'agente Trudge si dirige verso l'ospedale per accertarsi come stia Atlas, ma, prima di giungere a destinazione, subisce il morso di un ragno delle ombre, perciò la sua mente viene completamente soggiogata dai Predestinati Oscuri. L'uomo sfida Jack, sostenendo di dover spegnere la luce del simbolo impresso sul corpo del ragazzo. Quest'ultimo ha il braccio destro fasciato, ergo chiede a Carly di rimanere al suo fianco per pescare le carte dal deck, un'azione che egli non è attualmente capace di compiere. La giornalista è entusiasta, e fantastica. Gli sfidanti vengono circondati da fiamme di luce viola, al cui interno le creature prendono vita. Con la sua abilità e la collaborazione di Carly, Atlas batte l'avversario, che sviene, e chiede alla sua alleata di portarlo via dall'ospedale; Carly soddisfa la richiesta del giovane, il quale, nascosto sotto le lenzuola di una barella, si allontana da quel posto, per poi raggiungere l'albergo dove alloggia la giornalista.
Mina trova Trudge, che si risveglia libero dall'ipnosi oscura. La ragazza gli fa vedere al computer portatile la registrazione del duello, immortalata dalle telecamere, e gli fa rendere conto di ciò che è successo. Ora lei vuole cercare Atlas. Il giovane si trova nella camera d'albergo di Carly, e la sua tutrice lo raggiunge. Le apre la porta la giornalista. Mina le parla arrogantemente e le dice che Jack deve tornare a casa. Quando il ragazzo esce dalla sua stanza, lei gli si avvicina, e con sorriso dolce gli fa la proposta. Ma, dopo aver scoperto l'inganno di Goodwin, non vuole allontanarsi con lei, e la manda via. Decide di rimanere con Carly, con grande gioia di questa. La sua manager, gelosa, se ne va augurandogli di divertirsi con la sua nuova amica e facendo poi una smorfia alla rivale. Una volta che Mina esce dalla camera, Atlas ringrazia Carly per avergli salvato la vita, ma le dice di voler stare un po' da solo, e si richiude nella sua stanza.
Chiuso nella sua stanza, Jack ripensa alla sconfitta contro Yusei, poi lascia l'albergi, senza avvisare Carly. Quando questa lo raggiunge, costringe Atlas a seguirla al Luna Park, sperando di farlo distrarre. Il giovane però non riesce a divertirsi.

Nel momento in cui sente Carly parlare di uno scoop che avrebbe voluto realizzare intervistandolo, si allontana, credendo che la reporter si stia approfittando di lui; ma il ragazzo non sa una cosa: quando ha udito la conversazione della giornalista, lei si era già pentita per aver pensato al successo mentre il giovane abbisognava di aiuto. Carly capisce che però Atlas, sentendola parlare, ha intuito quelle che erano le sue intenzioni iniziali, e lo raggiunge. Quando si trova insieme a lei, Jack le rivela il suo errore: aver tradito Yusei e gli altri amici per la gloria; aggiunge che Carly può scrivere di lui se lo desidera, ma l'altra non vuole e lo accompagna nel Satellite.
Attraversando il cielo scuro del Satellite a bordo di un elicottero personale, Jack, accompagnato da Carly e Mina, riconosce la grande sagoma viola del ragno: infatti, Yusei è impegnato in un duello delle ombre contro Kalin Kessler. Prima del tradimento di Atlas, il nemico combatteva insieme a Jack, Yusei e Crow Hogan (un vecchio amico che l'ex Re rivede solo ora): erano i membri di un gruppo che sconfiggeva le altre bande (quelle criminali) del Satellite per trasformarlo in un luogo più sicuro. La squadra era temuta e conosciuta sotto il nome di Esecutori. Kalin era, in un certo senso, il capo di Jack e degli altri, ma poi la sua sete di potere lo ha corrotto. Il giovane diceva che solo con il dominio assoluto della loro banda il Satellite poteva essere davvero sicuro, ma Atlas, Yusei e Crow non riuscivano più a stare dalla sua parte; si sono schierati contro di lui cercando di fermarlo. Kessler è stato arrestato e ora, divenuto un Predesinato Oscuro, cerca vendetta contro i suoi vecchi compagni.

Intanto che Jack racconta questa storia alle ragazze che sono con lui, il duello delle ombre prosegue. Subito dopo la sconfitta del protagonista, l'ex Re torna a Nuova Città di Domino e allontana Carly, volendola preservare da un rischioso coinvolgimento nella lotta contro le tenebre.
Carly, ad insaputa di Jack, diventa involontariamente una Predestinata Oscura e, rassegnata all'idea, si unisce ai nemici della luce. Atlas sa solo che lei è sparita (della ragazza sono rimasti solo gli occhiali, che il giovane porta sempre con sé), e non si darà pace fin quando non la troverà. Successivamente, scopre che lei è diventata uno dei nemici al cui servizio si trovano gli Immortali Terrestri. Jack, allora, si prefigge l'obiettivo di fermarla, lasciando all'oscuro i compagni sulla vera identità della Predestinata Oscura. Affronterà poi Carly in un duello turbo, in cui Jack sarebbe stato, in caso di sconfitta, trasformato in predestinato oscuro mentre in caso di vittoria lei sarebbe morta. Durante la sfida, Jack riesce a far riaffiorare la vera Carly che, però, verrà posseduta dal suo Immortale Terrestre per proseguire la battaglia. Jack, realizzando di amare la giovane, riesce a concentrare su di sé i cinque segni del drago sulla sua schiena, proprio come Yusei contro Kalin, ed evolve il suo Arcidemone Drago Rosso in un drago più potente con cui può facilmente ottenere la vittoria. Jack, però, sceglie di non far morire Carly da sola e di sacrificarsi distruggendo il suo drago e facendo scendere i Life Points di entrambi a zero. Carly, però, riesce ad impedirglielo forzando l'effetto del suo mostro su di sé e perdendo il duello, prima di svanire, Carly confessa a Jack di amarlo. La sua perdita provoca molto dolore in Jack, il quale poi affronta Goodwin insieme a Yusei e Crow. Nella lotta la duel runner di quest'ultimo e la sua vengono sbalzate a terra e ciò impedisce ad entrambi di proseguire il combattimento, ma restando con un solo Life Point a testa e permettendo, con le loro carte trappola coperte, di aiutare Yusei a ribaltare la situazione e facilitandogli così la rimonta sul nemico, che viene infine sconfitto.
Tempo dopo, Yusei, Jack e Crow portano a compimento la costruzione del ponte Dedalo che collega il Satellite a Nuova Città di Domino.

#### Seconda serie
Jack, Yusei e Crow, che vivono insieme, si stanno impegnando nella realizzazione di un nuovo motore per le loro Duel Runners. Quando ricevono la visita di Trudge e Mina, Jack e Crow parlano con loro dell'intenzione di partecipare al Grand Prix Mondiale dei Duelli Turbo. Trudge chiede ai ragazzi aiuto per catturare Ghost, un misterioso duellante che costringe le sue vittime a combattere contro di lui, ma, visti gli impegni del trio, Crow respinge la richiesta. In seguito alla sconfitta di Trudge per mano di Ghost, Atlas e compagni notano un'esplosione, e, compreso il coinvolgimento dell'agente, si precipitano all'ospedale. In sella alle loro Duel Runners, intraprendono poi la ricerca del criminale, in cui si imbatte Yusei. Dopo la vittoria che quest'ultimo riporta in duello, Ghost, dall'autostrada, precipita nel vuoto, e la sua Duel Runner esplode. Jack ed i suoi amici scendono per prestargli soccorso, ma presto si rendono conto che Ghost, in realtà, è un robot.
In seguito, Jack, Yusei e Crow vengono a sapere della caduta di una lastra di pietra, la cui apparizione, i giovani intuiscono, coincide con la comparsa di Ghost.
Atlas viene informato da Carly dell'esistenza di una banda di ladri di Duel Runners. Rischia la vita tentando di catturare i criminali, ma si salva grazie ad un membro della banda, che protegge il ragazzo, ricevendo, al suo posto, il colpo di pistola. Trudge accorre sul posto, ed avverte Jack che il suo salvatore è, in realtà, Kazama, un agente della sicurezza che si era infiltrato nella banda di ladri. Sentendosi in colpa, Atlas prende in prestito la carta del mostro Synchro di Kazama, per poi dare la caccia a quei delinquenti. Nel nascondiglio dei ladri, affronta un duello con il capo degli stessi, rischiando la vita. Usando la carta di Kazama, ottiene la vittoria, e grazie a lui i criminali vengono arrestati. In seguito, il giovane restituisce il mostro al proprietario.
Jack, Yusei e Crow sono stati invitati a cena da Trudge e Mina, che chiedono loro di ospitare un ragazzo che ha perduto la memoria; questi, però, ricevono una risposta negativa. Usciti dal ristorante, i tre duellanti notano un giovane maneggiare la Duel Runner di Atlas, e lo scambiano per un ladro. In realtà, si tratta di Bruno, il ragazzo di cui Trudge e Mina avevano parlato. Montato sulla sua Duel Runner, Jack nota una maggiore velocità della stessa; il trio permette così a Bruno di restare con loro. Yusei ed il nuovo amico lavorano insieme al nuovo motore, sfruttante le particelle planetarie, e creano un programma, che però viene rubato. Dall'unica impronta lasciata dal ladro, Jack e gli altri risalgono a Lazar. Seguono il medesimo in una fabbrica, dove Lazar consegna il programma a Primo, uno dei tre membri dell'Ordine di Yliaster che hanno preso il posto del direttore Goodwin. Grazie al programma, Primo dà vita ad un esercito di Duelbot, affinché invada la città.
Jack, orgoglioso, si rifiuta di usare in duello il debole Guardiano della Fiducia per poter evocare subito il suo Arcidemone Drago Rosso, perciò litiga con i compagni, i quali avrebbero voluto che l'amico anteponesse il bene della squadra al proprio. Presto, viene ingiustamente accusato di aver commesso diversi crimini e arrestato. I tre membri dell'Ordine di Yliaster vogliono tuttavia che l'indiziato esca di prigione, di conseguenza provocano l'apertura della porta della cella in cui il ragazzo è rinchiuso. Jack rintraccia l'impostore che si spaccia per lui, e ne segue un Duello Turbo, durante cui i danni riportati dai contendenti sono fisici. Il misterioso delinquente usa addirittura lo stesso deck di Atlas, compreso il drago che solo l'ex Re dei Duelli Turbo possiede; rappresenta il vecchio Jack, solitario, il vero campione, a sua detta. Sconfitto, Jack e la sua Duel Runner precipitano, dall'autostrada, in acqua. I tre direttori volevano usare il Predestinato per realizzare il loro progetto, ossia attivare un circuito.

Atlas si ritrova in una grotta, legato ad una macchina grazie alla quale assiste, da lontano, ai crimini dell'impostore; tuttavia, quando vede che Yusei, Crow e Kazama, i quali cercano di scoprire la vera identità del falso Atlas, sono in pericolo, il giovane, con la forza di volontà, riesce a liberarsi e a sfuggire, così, al controllo dei tre membri di Yliaster. Segue un duello tra il vero ed il falso Jack, durante cui il primo, avendo compreso il suo sbaglio, utilizza questa volta la carta del Guardiano della Fiducia. I simboli degli altri Predestinati scompaiono dal braccio degli stessi per riunirsi in un unico sigillo, rappresentante la figura completa del Drago Cremisi, sulla schiena di Atlas, nel cui deck compare Drago Maestoso, una delle creature con cui Jack fonde il suo Arcidemone Drago Rosso, per poi sconfiggere l'avversario, che si scopre essere un altro robot. Intanto, un frammento del circuito che interessa ai membri dell'Ordine di Yliaster si è attivato.
Il nuovo motore aumenta la velocità delle Duel Runners. La squadra con cui Jack parteciperà al torneo si chiama Team 5D's.
Nel corso di un duello non ufficiale con Yusei, Andre, appartenente al Team Unicorn, usa un Power Deck per studiare l'avversario. Il primo incontro del Grand Prix Mondiale dei Duelli Turbo vede scendere in campo proprio il Team 5D's ed il Team Unicorn; inizialmente, la squadra avversaria è rappresentata da Andre, contro il quale il Team 5D's sceglie di far combattere Jack, anch'egli possessore di un Power Deck. Tuttavia, nel corso del duello Atlas ed i suoi compagni capiscono che, nell'incontro con Yusei, Andre aveva usato di proposito un altro mazzo di carte, che il suo, in realtà, è un anti Power Deck. Jack dimostra ugualmente di essere un abile duellante, sorprendendo gli avversari, ma alla fine viene sconfitto. A causa di un difetto della sua Duel Runner, fa un incidente, ma, nonostante rimanga gravemente ferito, riesce a raggiungere la sua squadra per consegnare la fascetta del team, prima che questo perda tutti i segnalini di velocità conquistati da Atlas ed intanto guadagnati da Andre. Jack, accompagnato da Carly, Mina e Stephanie, viene ricoverato, ma raggiunge i compagni mentre Yusei sta duellando.
La seconda squadra che il Team 5D's deve affrontare è il Team Catastrofe. Dopo la vittoria di Crow, Jack batte Nicolas, assicurando il trionfo della sua squadra, che non deve, perciò, sconfiggere l'ultimo membro rimasto del team avversario.
I Duelbot, guidati da Primo, invadono la città. Jack, insieme a Kazama, affronta e sconfigge quelli in cui si imbatte. Raggiunge Yusei quando questo ha vinto il duello con Primo. Intervengono Jakob e Lester, i quali, insieme al perdente, sono gli Imperatori dell'Ordine di Yliaster. Fatte le loro presentazioni a Jack e gli altri, Jakob rivela di condizionare, insieme agli alleati, l'umanità tramite i potenti, per condurla sulla retta via, e la volontà di modificare il futuro, in quanto l'Ener D scoperta dal professor Fudo, il padre di Yusei, porterà distruzione; in passato, gli Imperatori di Yliaster avevano cercato di annientare la citata forza manovrando Roman Goodwin, che aveva dato vita all'incidente conosciuto come Inversione Zero, ma l'Ener D non è scomparsa, perciò il trio mira adesso a raggiungere il suo obiettivo distruggendo Nuova Città di Domino. Jakob suggerisce a Jack ed i suoi amici di progredire nel Grand Prix, se vogliono incontrare gli Imperatori, i quali parteciperanno al torneo; poi scompare insieme a Lester e Primo.
Greiger fa un incubo, in cui Jack rimane vittima del suo stesso potere, attaccato da Arcidemone Drago Rosso. Contatta Yusei, il quale, insieme allo scettico Jack, raggiunge l'uomo in Perù, nella terra di Nazca. Max, il fratellino di Greiger, è un ammiratore di Atlas, e lo considera il Re dei Duelli Turbo: quando Jack perse il titolo di campione, l'anima del bambino alimentava l'Immortale Terrestre Chacu Challhua. Durante la loro conversazione, Greiger cerca di convincere Jack a cambiare il suo metodo di combattimento, ma l'interlocutore, che già ne stava cercando uno nuovo, era giunto alla conclusione che il suo, basato sulla forza, andasse solo rafforzato. Greiger sfida allora Atlas, sperando di poterlo dissuadere. Mentre Yusei e gli altri accendono le torce che illuminano le linee di Nazca in cui è imprigionato Chacu Challhua, affinché esse costituiscano il perimetro della strada da percorrere con le Duel Runners, Max parla con il suo idolo, da lui paragonato alla divinità locale; gli mostra poi il suo Power Deck, chiedendone una valutazione, che risulta positiva. Greiger vuole che sia proprio Max a duellare con Jack, il quale viene convinto ad accettare, nonostante si interroghi sul motivo per cui sia stato coinvolto nella farsa. Max, seduto accanto al fratello, che guida la Duel Runner, usa carte che prima Atlas non aveva visto nel deck avversario, ed inoltre ha uno sguardo differente. Nel corso della sfida, il sogno di Greiger si avvera, e Max rivolge Arcidemone Drago Rosso contro il Predestinato, che fa un incidente con la moto, la quale fuoriesce dal perimetro della strada, causando la squalifica di Jack. Greiger non voleva umiliare Atlas, ma quest'ultimo si allontana a bordo della sua Duel Runner. Jack riflette sul possibile andamento del duello con Max, sul fatto che, se il combattimento fosse proseguito, lui avrebbe perso; ma subito si ricrede, convincendosi che avrebbe trionfato. Presto, giunge presso un villaggio, dove incontra un vecchio, il quale gli spiega che tutti gli abitanti sono fuggiti a causa del Demone Cremisi, uno spirito malvagio di cui Greiger aveva parlato con Jack. Il ragazzo nota una sagoma, e, inseguendola, torna dal vecchio, che, posseduto, si presenta come il servitore del Demone Cremisi. Quest'ultimo aggiunge che il suo padrone è in grado di esaudire i desideri, e Jack chiede un potere talmente grande da permettergli di sconfiggere chiunque; l'interlocutore del ragazzo, allora, abbandona il corpo del vecchio, e si fa seguire da Atlas, ipnotizzandolo. Intanto, Greiger si rende conto che lui ed il fratellino sono stati manovrati da qualcuno che voleva arrivare a Jack. In seguito, Atlas, sotto ipnosi, raggiunge la cima del tempio costruito da Greiger, e, sotto gli occhi di Max, sprofonda all'interno della costruzione; avvisati dal bambino, Yusei e gli altri corrono a cercare l'amico. Rinsavito, Jack si ritrova di fronte ad una sagoma fiammeggiante, il servitore del Drago Cremisi, il quale gli spiega che, perché l'umano ottenga il potere chiesto al Demone Cremisi, che si trova da qualche parte del tempio, deve sottoporsi ad un rito, consistente in un duello che, se Atlas vincerà, permetterà allo stesso di realizzare il suo desiderio. Ancora ipnotizzato, Jack accetta. Risvegliatosi, scopre che, in caso di sconfitta, il Demone Cremisi si impossesserà del suo corpo per raggiungere i propri scopi, che la creatura demoniaca lo ha scelto per la sua personalità, di conseguenza il servitore ha influenzato Greiger e Max per arrivare a lui, e che i suoi amici, presenti durante il combattimento, verranno sacrificati al Demone Cremisi qualora perderà il duello; vuole interrompere la sfida, tuttavia non è possibile: il Demone Cremisi vuole il corpo di Jack. Greiger ricorda che il Demone Cremisi non è altri che Nova Rossa, il più pericoloso Immortale Terrestre, che venne sconfitto millenni prima degli altri dal Predestinato Leggendario, il quale, prendendo potere dal Drago Cremisi, usò lo Spirito Fiammeggiante per imprigionare il nemico nelle linee di Nazca. Durante il duello, Jack si ostina inizialmente ad usare la forza, ripetendo la stessa strategia, che però, come egli stesso sa in anticipo, si ritorce contro di lui, a causa di una precisa combinazione di carte usata dall'avversario; ma poi comincia a duellare in modo diverso, mettendo in difficoltà lo sfidante, e sentendo nel frattempo uno spirito combattivo diverso. Comparso il Drago Cremisi, il Predestinato riesce ad evocare lo Spirito Fiammeggiante, dimostrando di essere l'erede del Predestinato Leggendario, e, cosa mai vista prima, effettua una doppia combinazione, fondendo Arcidemone Drago Rosso, mostro Synchro, con altri due Tuner, per evocare una creatura di dodicesimo livello; assorbe Nova Rossa in una carta bianca, e così convoca Drago Nova Rossa. Jack batte il servitore del Demone Cremisi; il tempio crolla, ma Atlas ed i suoi amici vengono salvati dal Drago Cremisi. Quest'ultimo non è altri che la divinità alla quale Max paragona Jack.
Jack ed i suoi amici convincono Lazar a dire loro quanto egli sappia di Yliaster, e vengono così a sapere che i tre Imperatori ricevettero una telefonata; scoprono che ad effettuarla fu l'Ener D Express, azienda che ha una partnership con la Bolger & Company sullo sviluppo dei motori delle Duel Runners. Quando Yusei, che era riuscito ad entrare nella sede della società, sta per tornare da una dimensione spazio-temporale, il segno sul braccio di Jack guida il possessore verso l'oceano, presso cui l'amico appare. Nel cielo, i Predestinati vedono un'isola galleggiante, dove, a detta di Yusei, si trova l'ultimo Reattore Ener D: esso, avvisa l'amico di Jack, costituirà un pericolo per Nuova Domino. L'Ener D Express, come aveva scoperto Yusei, stava lavorando al progetto Infinity, grazie a cui Yliaster può modificare la storia; Jack e gli altri si recano presso la sede dell'azienda, ma questa, insieme al personale, è stata cancellata dagli Imperatori in seguito alla scoperta di Yusei. Atlas e gli altri Predestinati, che non sono stati rimossi dalla storia, intuiscono di essere utili al progetto di Yliaster.
Jack e Crow raggiungono l'Arena Kaiba per assistere al duello dimostrativo, organizzato da Lazar, del team Ragnarok, che partecipa al Grand Prix Mondiale dei Duelli Turbo; i membri di questa squadra sono conosciuti per il possesso delle tre Divinità Aesir. Tra i tanti presenti, Dragan sceglie Jack come suo avversario. La collusione tra Arcidemone Drago Rosso e Thor Signore degli Aesir sta per distruggere l'arena, mettendo in pericolo gli spettatori, perciò Lazar interrompe il duello.
Come spesso accade, Jack è il primo della sua squadra a scendere in campo contro il Team Taiyo. Sconfigge Yoshizo, ma nel secondo turno, constatando che Jinbei, come il precedente avversario, sta cercando di mandare il duello per le lunghe, decide di farsi sostituire da Crow, che con i suoi attacchi veloci potrebbe dare una mossa al combattimento. Perciò, attua una mossa, grazie alla quale intende azzerare i Life Points propri e del contendente; quest'ultimo, tuttavia, si difende, e solo il punteggio di Jack subisce danni. Crow prende il posto di Atlas. Lo scontro termina con la vittoria del Team 5D's.
Prima del duello tra le due squadre, il Team 5D's e il Team Ragnarok si incontrano. Anche i membri dell'ultimo citato riescono a vedere, come i Predestinati, l'isola galleggiante, grazie ai poteri conferiti loro dalle Divinità Aesir. Sono a conoscenza della minaccia rappresentata da Yliaster, ma non vedono un alleato nel Team 5D's, di cui fa parte Yusei, ovvero il figlio di colui che a loro detta scatenò l'Inversione Zero; perciò, l'incontro del torneo deciderà quale tra le due squadre avrà il diritto di combattere contro gli Imperatori. Dragan spiega a Jack il motivo per cui lo avesse scelto tra tanti avversari durante il combattimento dimostrativo: per ricevere il denaro necessario a salvare la vita del padre, accettò l'offerta di Lazar, il quale, per volontà di Rex Goodwin, gli chiese di perdere apposta un Duello Turbo contro l'allora campione Jack in cambio di soldi. Nel corso di quel duello, Dragan venne attaccato dal superbo Atlas, ma fu costretto a non giocare come sapeva e a subire la sconfitta. Adesso, vuole risolvere questo conto in sospeso. La sfida che vede protagonisti Jack e Dragan è la prima disputata dalle loro squadre. Si svolge un incontro ad alto livello, durante cui i danni riportati dai duellanti sono reali, a causa di Thor Signore degli Aesir; Atlas sfrutta la nuova condizione mentale raggiunta, lo Spirito Fiammeggiante, e presto trionfa. L'avversario, adesso, accetta la sconfitta. Jack perde il secondo duello, contro Brave, ma, alla fine, il Team 5 D's vince, divenendo la squadra finalista che affronterà il Team Mondo Nuovo, composto dai tre Imperatori di Yliaster.
Prima della sfida finale del Grand Prix Mondiale dei Duelli Turbo, la squadra di Jack e quella di Yliaster si incontrano. Così, Atlas ed i suoi amici vengono a conoscenza del nome della struttura situata sull'isola galleggiante, la Fortezza del Destino. Durante l'incontro tra i due team, i danni subiti dai duellanti sono reali. I primi ad affrontarsi sono Jack e Lester. Atlas usa lo Spirito Fiammeggiante e Drago Nova Rossa, vincendo facilmente, anche contro Primo. Scende in campo Jakob, il quale, grazie al sacrificio voluto dai suoi alleati, è ora in grado di battere l'avversario, come stabilito precedentemente insieme agli altri Imperatori: infatti, Macchina Imperatore Granel, capace di assorbire i mostri Synchro, cattura Drago Nova Rossa. Svenuto, Jack, accompagnato da Carly, Mina e Stephanie, viene ricoverato; Crow subisce lo stesso destino, perciò spetta a Yusei sconfiggere Jakob, il quale rivela che, nel futuro da cui proviene, assistette al caos generato dai mostri Synchro, ad un'invasione degli Imperatori Macchina che cancellò quasi completamente il genere umano. Unendosi a Primo e Lester, adesso Jackob si trasforma in Aporia: questo si unì a Z-one e agli altri soli tre sopravvissuti per formare l'Ordine di Yliaster, che intendeva creare un futuro migliore, ma giunse l'ora della sua morte; prima di soccombere, il vecchio chiese a Z-one, unico rimasto in vita, di scomporlo in tre corpi, basandosi sulle altrettante età disperate del morente, e fu così che vennero creati il bambino Lester, il giovane Primo e il vecchio Jackob. Mentre il duello tra Yusei e Aporia si sposta lungo le strade cittadine, Jack e Crow raggiungono l'amico; anche grazie alla carta lasciatagli da Atlas, usando Drago Nova Rossa, Yusei sconfigge il nemico. Il Team 5D's vince così il Grand Prix Mondiale dei Duelli Turbo. Nonostante la sconfitta di Aporia, il circuito si completa a causa dell'ultimo combattimento, così, come pianificava il nemico, la tanta energia accumulata attrae la Fortezza del Destino, che squarcia il cielo di Nuova Domino, su cui la struttura si abbatterà. Jack ed i suoi amici scoprono che sull'isola galleggiante si trova un Reattore Ener D la cui ruota gira in senso contrario, annullando l'Ener D che alimenta Nuova Domino; inoltre, l'isola non è altri che la futura Nuova Domino, completamente distrutta nel futuro apocalittico descritto da Aporia. Solo le Duel Runners dei Predestinati e del Team Ragnarok, causa i poteri del Drago Cremisi e delle Divinità Aesir, funzionano ancora, nonostante vengano alimentate dall'Ener D; così, in una corsa contro il tempo, mentre i cittadini evacuano per sfuggire allo schianto della struttura contro Nuova Domino, Jack e gli altri Predestinati, insieme a Bruno, sfruttano il ponte creato dalle Divinità Aesir, collegante il vecchio Reattore Ener D e la Fortezza del Destino, per giungere sull'isola galleggiante ed arrestare la pericolosa struttura.

### Yu-Gi-Oh! Arc-V
Nell'alternativa Dimensione Synchro, i Superiori vivono nel lusso sfrenato, mentre i poveri Comuni lottano ogni giorno per sopravvivere e vengono trattati indegnamente. Jack Atlas era un Comune, ma vincendo il Torneo dell'Amicizia, durante il quale si disputano solamente duelli turbo e a cui partecipano ed assistono insieme Superiori e Comuni, è diventato un idolo ed acquistato privilegi. Agli occhi di Crow Hogan e gli altri Comuni, Jack è un traditore che si comporta come un Superiore, essendo ormai tale.
Inizia il Torneo dell'Amicizia. Come di consueto, ad aprirlo sarà un duello dimostrativo contro l'imbattibile campione Jack, che gareggerà ancora, successivamente, con il vincitore della competizione. Jean-Michel Roget, responsabile della sicurezza, propone che a combattere sia Yuya (il protagonista della nuova serie): l'uomo vuole mettere fuori gioco il ragazzino proveniente da un'altra dimensione, avendo visto in lui un ostacolo ai suoi loschi piani. Jack sconfigge facilmente l'avversario, il quale perde momentaneamente fiducia in se stesso.
Jack assiste dal suo trono a tutti i duelli del torneo. Yuya tenta di cambiare la situazione della città, dichiarando pubblicamente che non c'è in realtà nulla di amichevole in questa competizione, i perdenti della quale vengono costretti a lavorare nella discarica cittadina; ma a Superiori e Comuni non interessa: questa, riflette Jack, è la realtà cui sono abituati, quelli prestano ascolto solo ad un vincitore.
Intanto Roget, in realtà proveniente dalla Dimensione Fusione, pianifica la conquista della città, ergo di eliminare il Re dei Duelli: Jack.

## Potere
Il potere di Jack, che deriva dal simbolo del Drago Cremisi, impresso sul braccio del giovane, permette al possessore di trattenere le anime, che verrebbero rubate da un Immortale Terrestre: sfruttandolo, Jack salva alcuni bambini nel corso del duello tra Yusei e Roman.
Jack possiede anche il potere dello Spirito Fiammeggiante: Atlas è il discendente del Predestinato Leggendario, colui che aiutò il Drago Cremisi a sconfiggere Drago Nova Rossa.

## Accoglienza e impatto culturale
Jack Atlas è un personaggio popolare all'interno del franchise di Yu-Gi-Oh!, nonché modello per cosplayers e duellanti: il suo deck è stato riprodotto per il fortunato gioco di carte, che gli ha anche dedicato un cofanetto da collezione.
Alla Duel Opera, durante l'edizione del 2020 della Jump Festa, Takanori Hoshino, il doppiatore originale di Jack, ha prestato la voce al personaggio nel duello, da Atlas perso, contro Yusei, egualmente doppiato dal vivo.
Quello di Jack Atlas risulta il ruolo più importante interpretato da Takanori Hoshino.
Sage Ashford di CBR ha dato al deck di Jack l'ottavo posto nella classifica dei dieci migliori mazzi della serie Yu-Gi-Oh! 5D's. An Nguyen ha messo a confronto Jack Atlas con Seto Kaiba. Il primo, recensisce, è il nuovo antieroe consegnato dal franchise ai fans, anch'egli duellante di prim'ordine con un altrettanto mazzo. Nguyen ricalca anche la differenza con Chazz Princeton, definendo Atlas il "vero affare", il quale, duellando con stile, estro ed abilità strategica, si è rivelato molto più che una copia di Kaiba. Il commentatore indaga pure circa chi, tra Jack e Seto, otterrebbe la vittoria in un duello. Hayley Andrews ha, inoltre, classificato Atlas decimo tra i peggiori amici nel panorama dell'animazione giapponese, riepilogando come si sia lasciato sedurre da promesse di potere e privilegi, per cui ha tradito Yusei, un tempo suo grande amico, costringendolo a scegliere tra la propria persona e la vita dell'amico Rally, nonché rubandogli la moto e la carta più potente mentre il proprietario era impegnato nel salvataggio.